# Izō Hashimoto
Izō Hashimoto (jap. 以蔵 橋本, Hashimoto Izō; * 21. Februar 1954 in der Präfektur Shimane, Japan) ist ein japanischer Drehbuchautor, Filmregisseur und Comicautor.
Hashimoto gab 1982 sein Regiedebüt mit dem Film Isami. Er schrieb in den 1980er Jahren die Drehbücher zu einigen Spielfilmen sowie zu Anime-Serien und -Filmen. Am bekanntesten ist seine Zusammenarbeit mit Katsuhiro Otomo am Drehbuch zum Animationsfilm Akira (1988).
Seit 1998 zeichnet Akio Tanaka nach einer Geschichte Hashimotos die Manga-Serie Shamo. Die Hauptperson in dem Manga bringt mit 16 Jahren seine Eltern um und wird nach einem Aufenthalt im Jugendgefängnis ein bekannter Kampfsportler. Shamo, das ins Spanische, Englische und Deutsche übersetzt wird, war 2003 für den Osamu-Tezuka-Kulturpreis und 2005 in zwei Kategorien beim Festival International de la Bande Dessinée d’Angoulême nominiert.
2000 schrieb Hashimoto das Drehbuch zu Takashi Miikes Film The Guys from Paradise – Die Hölle von Manila.

## Filmografie (Auswahl)
- 1982: Isami
- 1985: Barrow Gang BC
- 1987: Sukeban Deka – Der Film (Sukeban Deka)
- 1987: Hyōryu kyōshitsu
- 1987: To-Y
- 1988: Sukeban Deka – Die Kazama-Schwestern schlagen zurück (Sukeban Deka: Kazama San-shimai no Gyakushū)
- 1988: High School Agent
- 1988: Akira
- 1988: Kujaku ō
- 1989: Lucky Sky Diamond
- 1989: CF Girl
- 1993: Puru-puru
- 1996: Kagerō II
- 2000: The Guys from Paradise – Die Hölle von Manila (Tengoku kara kita otoko-tachi)
- 2004: House of Dead (Ā! Ikkenya puroresu)